# Crazy Lixx
Crazy Lixx är ett hårdrocksband från Malmö i Sverige. Bandet anses tillhöra den genre som blivit känd som The New Wave of Swedish Sleaze.
Crazy Lixx bildades 2002 av sångaren Danny Rexon och gitarristen Vic Zino. Bandets debutalbum släpptes i slutet av 2007 på skivbolaget Swedmetal Records.
Vic Zino ersatte Hardcore Superstars förra gitarrist Silver under turnén Mentally Damaged World Tour 2008, efter att Silver lämnat bandet strax efter första delen av turnén. Vic Zino lämnade sedan Crazy Lixx för att satsa helt på Hardcore Superstar. Som ersättare i Crazy Lixx kom istället Andy "Zäta" Dawson, tidigare i Stockholmsbandet SHARP.
I mars 2010 släppte Crazy Lixx sitt andra album New Religion och strax därefter anslöt Edd Liam som gitarrist i bandet. Under april 2012 släpptes bandets tredje album, Riot Avenue. Albumet föregicks av singeln "In the Night" som uppnådde guldcertifiering i Sverige. Strax därpå lämnade basisten Luke Rivano bandet och ersattes senare samma år av Jens Sjöholm. I november 2014 släppte bandet sitt fjärde och självbetitlade album Crazy Lixx samt musikvideor till albumets två singlar: "Hell Raising Women" och "Call To Action".

## Medlemmar
Nuvarande medlemmar
- Danny Rexon – sång (2002– )
- Jens Sjöholm – basgitarr (2012– )
- Chrisse Olsson – gitarr (2016– )
- Jens Lundgren – gitarr (2016– )
- Robin Nilsson – trummor (2002–2011, 2012–2024)

Tidigare medlemmar
- Vic Zino – gitarr (2002–2008)
- Max Flamer – basgitarr (2002–2004)
- Luke Rivano – basgitarr (2005–2012)[1]
- Andy "Zäta" Dawson – gitarr (2008–2015)
- Edd Liam – gitarr (2010–2015)
- Joél Cirera  – trummor (2002–2011, 2012–2024)

## Diskografi
Studioalbum
- 2007 – Loud Minority
- 2010 – New Religion
- 2012 – Riot Avenue
- 2014 – Crazy Lixx
- 2017 – Ruff Justice
- 2019 – Forever Wild
- 2021 – Street Lethal
- 2025 – Thrill Of The Bite

Livealbum
- 2016 – Sound of the LIVE Minority

Samlingsalbum
- 2024 – Two Shots At Glory

Singlar
- 2005 – "Do or Die"
- 2007 – "Heroes are Forever"
- 2007 – "Want It"
- 2008 – "Make Ends Meet"
- 2014 – "Sympathy"
- 2015 – "Heroes"
- 2016 – "All Looks, No Hooks"
- 2017 – "XIII"
- 2017 – "Snakes In Paradise"
- 2017 – "Wild Child"
- 2017 – "Walk The Wire"
- 2019 – "Break Out"
- 2019 – "Wicked"
- 2021 – "Anthem For America"
- 2021 – "Reach Out"

Video
- 2007 – "Want It"
- 2014 – "Hell Raising Women"
- 2014 – "Call to Action"
- 2016 – "All Looks, No Hooks"